# Озерське (Калузька область)
Озерське (рос. Озёрское) — село в Козельському районі Калузької області Російської Федерації.
Населення становить 221 особу. Входить до складу муніципального утворення Присілок Подборки.

## Історія
Від 2004 року входить до складу муніципального утворення Присілок Подборки.

## Населення
| 2002 | 2010 |
| ---- | ---- |
| 238  | ↘221 |